# Hidemasa Morita
Hidemasa Morita (守田 英正 Morita Hidemasa?, Takatsuki, Osaka, 10 de mayo de 1995) es un futbolista japonés que juega como centrocampista en el Sporting C. P. de la Primeira Liga.
En 2018 jugó para la selección de fútbol de Japón.

## Trayectoria
Tras haber empezado su carrera en el Kawasaki Frontale, el 7 de enero de 2021 dio el salto al fútbol europeo tras fichar por el C. D. Santa Clara. En este equipo jugó durante temporada y media, marchándose el 1 de julio de 2022 al  Sporting C. P.

## Selección nacional

### Participaciones en Copas del Mundo
| Mundial      | Sede  | Resultado        | Partidos | Goles |
| ------------ | ----- | ---------------- | -------- | ----- |
| Mundial 2022 | Catar | Octavos de final | 3        | 0     |

## Estadísticas

### Clubes
Actualizado al último partido disputado el 31 de julio de 2025.
| Club                       | Div.          | Temporada     | Liga  | Liga  | Copas nacionales | Copas nacionales | Copas internacionales | Copas internacionales | Total | Total |
| Club                       | Div.          | Temporada     | Part. | Goles | Part.            | Goles            | Part.                 | Goles                 | Part. | Goles |
| -------------------------- | ------------- | ------------- | ----- | ----- | ---------------- | ---------------- | --------------------- | --------------------- | ----- | ----- |
| Kawasaki Frontale Japón    | 1.ª           | 2018          | 26    | 0     | 5                | 0                | 5                     | 0                     | 36    | 0     |
| Kawasaki Frontale Japón    | 1.ª           | 2019          | 23    | 0     | 7                | 1                | 4                     | 0                     | 34    | 1     |
| Kawasaki Frontale Japón    | 1.ª           | 2020          | 32    | 1     | 6                | 0                | ―                     | ―                     | 38    | 1     |
| Kawasaki Frontale Japón    | Total club    | Total club    | 81    | 1     | 18               | 1                | 9                     | 0                     | 108   | 2     |
| C. D. Santa Clara Portugal | 1.ª           | 2020-21       | 20    | 2     | 1                | 0                | ―                     | ―                     | 21    | 2     |
| C. D. Santa Clara Portugal | 1.ª           | 2021-22       | 28    | 1     | 4                | 0                | 6                     | 1                     | 38    | 2     |
| C. D. Santa Clara Portugal | Total club    | Total club    | 48    | 3     | 5                | 0                | 6                     | 1                     | 59    | 4     |
| Sporting C. P. Portugal    | 1.ª           | 2022-23       | 29    | 6     | 3                | 0                | 9                     | 0                     | 41    | 6     |
| Sporting C. P. Portugal    | 1.ª           | 2023-24       | 29    | 2     | 4                | 0                | 7                     | 0                     | 40    | 2     |
| Sporting C. P. Portugal    | 1.ª           | 2024-25       | 23    | 2     | 5                | 0                | 7                     | 0                     | 35    | 2     |
| Sporting C. P. Portugal    | 1.ª           | 2025-26       | 0     | 0     | 1                | 0                | 0                     | 0                     | 1     | 0     |
| Sporting C. P. Portugal    | Total club    | Total club    | 81    | 10    | 13               | 0                | 23                    | 0                     | 117   | 10    |
| Total carrera              | Total carrera | Total carrera | 210   | 14    | 36               | 1                | 38                    | 1                     | 284   | 16    |
| 1. 2.                      |               |               |       |       |                  |                  |                       |                       |       |       |

### Selección nacional
| Selección de Japón | Selección de Japón | Selección de Japón |
| Año                | Part.              | Goles              |
| ------------------ | ------------------ | ------------------ |
| 2018               | 2                  | 0                  |
| 2019               | 1                  | 0                  |
| 2021               | 9                  | 2                  |
| 2022               | 8                  | 0                  |
| 2023               | 8                  | 0                  |
| 2024               | 11                 | 4                  |
| Total              | 39                 | 6                  |

## Palmarés

### Títulos nacionales
| Título             | Club              | País     | Año  |
| ------------------ | ----------------- | -------- | ---- |
| J1 League          | Kawasaki Frontale | Japón    | 2018 |
| Supercopa de Japón | Kawasaki Frontale | Japón    | 2019 |
| Copa J. League     | Kawasaki Frontale | Japón    | 2019 |
| J1 League          | Kawasaki Frontale | Japón    | 2020 |
| Copa del Emperador | Kawasaki Frontale | Japón    | 2020 |
| Primeira Liga      | Sporting C. P.    | Portugal | 2024 |
| Primeira Liga      | Sporting C. P.    | Portugal | 2025 |
| Copa de Portugal   | Sporting C. P.    | Portugal | 2025 |